# Vilomilla
Vilomilla ist eine Ortschaft im Departamento Cochabamba im südamerikanischen Anden-Staat Bolivien.

## Lage im Nahraum
Vilomilla ist ein Ort des Kanton Vinto im Municipio Vinto in der Provinz Quillacollo. Die Ortschaft liegt am westlichen Ende der Ebene von Cochabamba auf einer Höhe von 2642 m zwischen dem Río Viloma im Süden und dem Río Huallaquea im Norden, die beide etwa zehn Kilometer flussabwärts in den Río Rocha münden, den Hauptquellfluss des bolivianischen Río Grande.

## Geographie
Vilomilla liegt zwischen der bolivianischen Cordillera Central und der Cordillera Oriental im Übergangsbereich zum bolivianischen Tiefland.
Die mittlere Durchschnittstemperatur der Region liegt bei etwa 18 °C (siehe Klimadiagramm Cochabamba) und schwankt nur unwesentlich zwischen 14 °C im Juni und Juli und 20 °C im November. Der Jahresniederschlag beträgt etwa 450 mm, bei einer ausgeprägten Trockenzeit von Mai bis September mit Monatsniederschlägen unter 10 mm und einem Regenmaximum im Januar mit 120 mm Monatsniederschlag.

## Verkehrsnetz
Vilomilla liegt in einer Entfernung von 25 Straßenkilometern westlich von Cochabamba, der Hauptstadt des Departamentos.
Von Cochabamba aus führt die asphaltierte Nationalstraße Ruta 4 in westlicher Richtung über die Stadt Quillacollo Richtung Sipe Sipe. Sechs Kilometer südwestlich vom Stadtzentrum von Quillacollo zweigt von der Hauptstraße nach Nordwesten die Straße Entrada Mallco Rancho ab, die nach drei Kilometern Mallco Rancho und nach weiteren drei Kilometern Viloma Grande erreicht. Vilomilla liegt direkt nordwestlich angrenzend an Viloma Grande.

## Bevölkerung
Die Einwohnerzahl der Ortschaft ist im Jahrzehnt zwischen den beiden letzten Volkszählungen um etwa ein Drittel angestiegen:
| Jahr | Einwohner         | Quelle       |
| ---- | ----------------- | ------------ |
| 1992 | keine Detaildaten | Volkszählung |
| 2001 | 422               | Volkszählung |
| 2012 | 546               | Volkszählung |
| 2024 |                   | Volkszählung |

Die Region weist einen hohen Anteil an Quechua-Bevölkerung auf, im Municipio Sipe Sipe sprechen 83,9 Prozent der Bevölkerung Quechua.